# Волков, Филипп Григорьевич
Филипп Григорьевич Волков (1901—1949) — красноармеец Рабоче-крестьянской Красной Армии, участник Великой Отечественной войны, Герой Советского Союза (1946).

## Биография
Филипп Волков родился в 1901 году в селе Лисичья Балка (ныне — Катеринопольский район Черкасской области Украины) в крестьянской семье. Получил начальное образование. Принимал участие в Гражданской войне. В августе 1941 года Волков был призван на службу в Рабоче-крестьянскую Красную Армию. С декабря 1943 года — на фронтах Великой Отечественной войны. К апрелю 1945 года гвардии красноармеец Филипп Волков был наводчиком противотанкового ружья 50-го гвардейского кавалерийского полка 13-й гвардейской кавалерийской дивизии 6-го гвардейского кавалерийского корпуса 2-го Украинского фронта. Отличился во время освобождения Чехословакии.
9 апреля 1945 года Волков одним из первых переправился через реку Морава. 10 апреля в районе населённого пункта Ланжгот он уничтожил несколько вражеских солдат и взял ещё трёх в плен. В тот же день он прикрывал огнём из противотанкового ружья переправу эскадрона.
Указом Президиума Верховного Совета СССР от 15 мая 1946 года красноармеец Филипп Волков был удостоен высокого звания Героя Советского Союза с вручением ордена Ленина и медали «Золотая Звезда».
После окончания войны Волков проживал и работал в селе Бурлин Уральской области. Скончался в 1949 году. Похоронен в центральном парке села Бурлин Западно-Казахстанской области Республики Казахстан.
Был также награждён орденом Славы 3-й степени и рядом медалей. В честь Волкова названа улица в селе Бурлин, на его родине установлен памятник.